# Cendea de Ansoáin

Escudo de la cendea de Ansoáin. Desde 1991 este escudo es compartido por los municipios de Ansoáin y Berrioplano.

La Cendea de Ansoáin (en euskera: Antsoain zendea) fue una entidad histórica, convertida en municipio a partir del siglo XIX, y una de las cinco cendeas de la Cuenca de Pamplona, en torno a la capital, en la Comunidad Foral de Navarra, España. Históricamente estuvo integrada por doce concejos: Ansoáin, Aizoáin, Añézcar, Artica, Ballariáin, Berrioplano, Berriosuso, Berriozar, Elcarte, Larragueta, Loza y Oteiza.
En 1991 se disolvió tras los decretos forales 87/91, de 14 de marzo, y  88/91, de 14 de marzo, y a partir de entonces quedó dividida en los municipios simples de Ansoáin y Berriozar (cada uno de ellos conformado por los antiguos concejos de Ansoáin y Berriozar respectivamente) y el municipio compuesto de Berrioplano, que integra a los diez concejos restantes que conformaban la cendea. La Gran enciclopedia de Navarra, elaborada a finales de los años 80, justo antes del cambio, aún refleja la antigua descripción.

## Historia
La cendea de Ansoáin aparece citada por primera vez como tal en 1427, en el Libro de Fuegos de la Merindad de Pamplona y las Montañas (Archivo General de Navarra). En él aparecen las diversas cendeas de la Cuenca de Pamplona. La justicia ordinaria la ejercía el diputado de la cendea, cuyo cargo se turnaba por las casas de todos los pueblos. En cada uno de éstos había regidores por el mismo turno de casas. La jurisdicción criminal pertenecía a la Real Corte. La cendea de Ansoáin tributaba una pecha. En el Libro de fuegos de 1366, la cendea de Ansoáin, junto con las cendeas de Iza, Cizur y Galar, figuraba dentro de una entidad más general denominada Cuenca de Pamplona, correspondiéndole pagar un cupo de 40.000 florines.
Tras la incorporación de Navarra a Castilla (1515), la cendea de Ansoáin se mantiene como tal, convirtiéndose en municipio (administrativamente) en la primera mitad del siglo XIX sin ninguna modificación de límites.

Mapa de la céndea de Ansoáin dividida en concejos.

En 1835, durante la Primera Guerra Carlista, el virrey interino de Navarra publicó un edicto ordenando entregar como multa, a los de Zizur Mayor, Berriozar, Berrioplano, Berriosuso, Ansoáin y Artica, el doble de la cantidad de frutos que habían entregado a las tropas carlistas. Esta cantidad debía satisfacerse  entre su vecindario y clero, por partes iguales, y en caso de no hacerlo, serían conducidos presos los curas párrocos, alcalde o regidor de más influencia y el recaudador, y así debería permanecer hasta cubrir la suma.
La industrialización de la Cuenca de Pamplona a partir de la década de 1960 trajo consigo que los concejos más próximos a Pamplona, Ansoáin y Berriozar, se industrializaran y modificaran sus costumbres junto con un gran aumento demográfico, marcándose diferencias con el resto de los concejos de la cendea, que seguían teniendo características rurales. Este hecho llevó a que en 1991, los concejos de Ansoáin y Berriozar se separaran de la cendea y se constituyeran en municipios. El resto de los concejos que integraban la cendea conformaron el nuevo municipio de Berrioplano.

## Demografía
Evolución de la población de la cendea de Ansoáin desde 1897 hasta su disolución en 1991:
| 1169 | 1312 | 1511 | 1586 | 1675 | 1764 | 1715 | 1660 | 6699 | 9703 | 10 989 | 11 025 | 11 196 |

| Población de los municipios surgidos                                                                                    | Población de los municipios surgidos                      | Población de los municipios surgidos                         |
| Municipio | Población 1996                                            | Población 2008                                               |
| --- | --------------------------------------------------------- | ------------------------------------------------------------ |
| Ansoáin | 5386                                                      | 10 340                                                       |
| Berriozar | 5500                                                      | 8899                                                         |
| Berrioplano - Aizoáin - Añézcar - Artica - Ballariáin - Berrioplano - Berriosuso - Elcarte - Larragueta - Loza - Oteiza | 1057 - 219 - 71 - 354 - 17 - 174 - 79 - 21 - 30 - 45 - 47 | 3615 - 331 - 198 - 1739 - 18 - 570 - 525 - 28 - 73 - 65 - 68 |